# جورجتاون (كونيتيكت)
جورجتاون (بالإنجليزية: Georgetown, Connecticut)‏ هي أماكن مخصصة للتعداد تقع في الولايات المتحدة في مقاطعة فيرفيلد (كونيتيكت). يقدر عدد سكانها بـ 1,805 نسمة ومساحتها 7.4 كم2 و وترتفع عن سطح البحر 108 متر.

## التركيبة السكانية
حدّد مكتب تعداد الولايات المتحدة بيانات التركيبة السكانية لجورجتاون في تعداد الولايات المتحدة. في ما يلي، التركيبة السكانية حسب تعدادي 2000 و2010.

### تعداد عام 2000
بلغ عدد سكان جورجتاون 1,650 نسمة بحسب تعداد عام 2000، وبلغ عدد الأسر 572 أسرة وعدد العائلات 456 عائلة مقيمة في المنطقة السكنية. في حين سجلت الكثافة السكانية 223 نسمة لكل كيلومتر مربع (577.6/ميل2). وبلغ عدد الوحدات السكنية 597 وحدة بمتوسط كثافة قدره 80.7 لكل كيلومتر مربع (209.0/ميل2).
وتوزع التركيب العرقي للمنطقة السكنية بنسبة 94% من البيض و1.33% من الأمريكيين الأفارقة و0.24% من الأمريكيين الأصليين و3.39% من الأمريكيين ذوي الأصول الآسيوية و0.48% من الأعراق الأخرى و0.55% من عرقين مختلطين أو أكثر و3.39% من الهسبانيون أو اللاتينيون من أي عرق.
بلغ عدد الأسر 572 أسرة كانت نسبة 46.5% منها لديها أطفال تحت سن الثامنة عشر تعيش معهم، وبلغت نسبة الأزواج القاطنين مع بعضهم البعض 71% من أصل المجموع الكلي للأسر، ونسبة 4.7% من الأسر كان لديها معيلات من الإناث دون وجود شريك،  بينما كانت نسبة 4% من الأسر لديها معيلون من الذكور دون وجود شريكة وكانت نسبة 20.3% من غير العائلات. تألفت نسبة 16.3% من أصل جميع الأسر من عدة أفراد يعيشون في نفس المنزل ونسبة 5.9% كانت تتألف من شخص يعيش بمفرده يبلغ من العمر 65 عاماً أو أكثر. وبلغ متوسط حجم الأسرة المعيشية 2.87، أما متوسط حجم العائلات فبلغ 3.27.
بلغ العمر الوسطي للسكان 38.4 عاماً. وكانت نسبة 30.4% من القاطنين تحت سن الثامنة عشر، وكانت نسبة 3.3% بين الثامنة عشر والرابعة والعشرين عاماً، ونسبة 29.8% كانت واقعةً في الفئة العمرية ما بين الخامسة والعشرين والرابعة والأربعين عاماً، ونسبة 27.5% كانت ما بين الخامسة والأربعين والرابعة والستين، ونسبة 8.7% كانت ضمن فئة الخامسة والستين عاماً فما فوق. يوجد لكل 100 أنثى 99.5 ذكر، ويوجد لكل 100 أنثى في الثامنة عشر من عمرها فما فوق 98.4 ذكر.
بلغ متوسط دخل الأسرة في المنطقة السكنية 103,424 دولارًا، أما متوسط دخل العائلة فبلغ 110,081 دولارًا. وكان متوسط دخل الذكور 81,538 دولارًا مقابل 59,531 دولارًا للإناث. وسجل دخل الفرد الخاص بالمنطقة السكنية 55,029 دولارًا. وكانت نسبة 2% من العائلات ونسبة 4.7% من السكان تحت خط الفقر، وكان من هؤلاء نسبة 3.5% تحت سن الثامنة عشر ونسبة 4.6% في الخامسة والستين من العمر وما فوق.

### تعداد عام 2010
بلغ عدد سكان جورجتاون 1,805 نسمة بحسب تعداد عام 2010، وبلغ عدد الأسر 670 أسرة وعدد العائلات 493 عائلة مقيمة في المنطقة السكنية. في حين سجلت الكثافة السكانية 243.9 نسمة لكل كيلومتر مربع (631.7/ميل2). وبلغ عدد الوحدات السكنية 708 وحدة بمتوسط كثافة قدره 95.7 لكل كيلومتر مربع (247.9/ميل2).
وتوزع التركيب العرقي للمنطقة السكنية بنسبة 91.58% من البيض و1.83% من الأمريكيين الأفارقة و4.27% من الأمريكيين ذوي الأصول الآسيوية و1% من الأعراق الأخرى و1.33% من عرقين مختلطين أو أكثر و5.71% من الهسبانيون أو اللاتينيون من أي عرق.
بلغ عدد الأسر 670 أسرة كانت نسبة 39.1% منها لديها أطفال تحت سن الثامنة عشر تعيش معهم، وبلغت نسبة الأزواج القاطنين مع بعضهم البعض 62.7% من أصل المجموع الكلي للأسر، ونسبة 7.2% من الأسر كان لديها معيلات من الإناث دون وجود شريك،  بينما كانت نسبة 3.7% من الأسر لديها معيلون من الذكور دون وجود شريكة وكانت نسبة 26.4% من غير العائلات. تألفت نسبة 21% من أصل جميع الأسر من عدة أفراد يعيشون في نفس المنزل ونسبة 7.2% كانت تتألف من شخص يعيش بمفرده يبلغ من العمر 65 عاماً أو أكثر. وبلغ متوسط حجم الأسرة المعيشية 2.69، أما متوسط حجم العائلات فبلغ 3.17.
بلغ العمر الوسطي للسكان 43.0 عاماً. وكانت نسبة 27.3% من القاطنين تحت سن الثامنة عشر، وكانت نسبة 5.3% بين الثامنة عشر والرابعة والعشرين عاماً، ونسبة 21.6% كانت واقعةً في الفئة العمرية ما بين الخامسة والعشرين والرابعة والأربعين عاماً، ونسبة 34.7% كانت ما بين الخامسة والأربعين والرابعة والستين، ونسبة 11.2% كانت ضمن فئة الخامسة والستين عاماً فما فوق. وتوزع التركيب الجنسي للسكان بنسبة 50.6% ذكور و49.4% إناث.